# Ortaköy (Çorum)
Ortaköy è la capitale dell'omonimo distretto (in turco Ortaköy ilçesi) della provincia di Çorum, nella regione turca del mar Nero, e si trova a 57 Km dalla città di Çorum.

## Clima
È caratterizzata da un clima mediterraneo con estate calda

## Sito archeologico
Il più antico insediamento nell'area Ortaköy fu trovato sopra una collina nei pressi della città. Si tratta dei resti dell'antica città ittita di Sapinuwa del II millennio a.C. Sapinuwa dominava una fertile pianura ed era un insediamento importante sulla strada che portava ad Ḫattuša, 60 km ad ovest. Questa antica città era una delle residenze imperiali ittite ed un importante centro amministrativo, politico, religioso e militare dell'impero ittita. Il sito fu poi utilizzato come cimitero durante la dominazione romana.
Gli scavi iniziarono nel 1990 ad opera di archeologi turchi dell'università di Ankara. Il ritrovamenti più importanti furono un grande edificio in cui erano custodite centinaia di documenti amministrativi ittiti, incisi con scrittura cuneiforme su tavolette d'argilla.